# Black Moon Pyramid
Black Moon Pyramid peti je studijski album Axela Rudija Pella, njemačkog heavy metal-gitarista. Diskografska kuća Steamhammer objavila ga je 3. ožujka 1996.

## Popis pjesama
Tekstovi i glazba: Axel Rudi Pell, osim gdje je navedeno drugačije. 
| 1.    | »Return of the Pharaoh« (instrumentalna skladba)                              |            | 1:47 |
| 2.    | »Gettin' Dangerous«                                                           | Pell, Soto | 4:27 |
| 3.    | »Fool Fool«                                                                   |            | 5:19 |
| 4.    | »Hole in the Sky«                                                             | Pell, Soto | 4:54 |
| 5.    | »Touch the Rainbow«                                                           |            | 6:29 |
| 6.    | »Sphinx' Revenge« (instrumentalna skladba)                                    |            | 3:36 |
| 7.    | »You and I«                                                                   |            | 4:20 |
| 8.    | »Silent Angel«                                                                |            | 5:16 |
| 9.    | »Black Moon Pyramid«                                                          |            | 9:54 |
| 10.   | »Serenade of Darkness (Opus #1, Adagio con agresso)« (instrumentalna skladba) |            | 4:13 |
| 11.   | »Visions in the Night«                                                        | Pell, Soto | 4:01 |
| 12.   | »Aqua Solution« (instrumentalna skladba)                                      |            | 0:57 |
| 13.   | »Aquarius Dance«                                                              | Pell, Soto | 4:17 |
| 14.   | »Silent Angel« (gitarska verzija, instrumentalna skladba)                     |            | 4:09 |
| 63:39 |                                                                               |            |      |

## Zasluge
Axel Rudi Pell
- Volker Krawczak – bas-gitara
- Axel Rudi Pell – gitara, produkcija
- Jörg Michael – bubnjevi
- Jeff Scott Soto – vokal
- Julie Greaux – klavijature

Dodatni glazbenici
- Peavy Wagner – bas-gitara (na pjesmi "Gettin' Dangerous")
- Christian Wolff – klavijature (dodatne)
- Martin Hesselbach – bubnjevi (na pjesmi "Aquarius Dance")

Ostalo osoblje
- Ulli Pösselt – produkcija, inženjer zvuka, miks
- Thomas Erkelenz – dodatni inženjer zvuka, dodatni miks
- Ulf Horbelt – mastering
- Marc Klinnert – naslovnica albuma
- Michael Bussmann – fotografije